# 뉴욕 주립 대학교 환경과학 및 임학 대학
뉴욕 주립 대학교 환경과학 및 임학 대학(State University of New York College of Environmental Science and Forestry, 줄여서 SUNY-ESF), 또는 뉴욕주립대 환경임학대학(SUNY College of Environmental Science and Forestry)은 미국 뉴욕주 시러큐스에 위치한 주립 대학이다. 뉴욕 주립 대학교(SUNY) 시스템에 속해있다. 뉴욕주립대 환경임학대학은 미국에서 환경 분야만을 연구하는 대학들 중 가장 오래되었으며, 27개의 학부 프로그램과 54개의 대학원 프로그램을 제공한다. 1마일도 채 안되는 거리의 시러큐스 대학교와는 오랜 파트너십을 맺어왔으며, 뉴욕주립대 환경임학대학 학생들은 시러큐스 대학교의 교과목 수강, 클럽 활동, 도서관 및 식당 이용이 가능하다. 2008년부터 매년 "올해 새로 발견된 10종 목록" (annual Top 10 New Species list)을 발표해오고 있다.

## 구성
7개의 학부(Departments), 1개의 디비전, 1개의 스쿨, 1개의 오픈 아카데미로 구성되어 있다.
- 화학 (Chemistry)
- 환경 및 산림 생물학 (Environmental and Forest Biology)
- 환경 자원 공학 (Environmental Resources Engineering)
- 환경 과학 디비전 (Environmental Science, Division of)
- 환경학 (Environmental Studies)
- 임학 및 자연자원관리 (Forest and Natural Resources Management)
- 조경 (Landscape Architecture)
- 오픈 아카데미 (Open Academy - online, summer, professional, continuing)
- 지류 및 생물공정 공학 (Paper and Bioprocess Engineering)
- 레인저 스쿨 (Ranger School)

## 평가
2018년 《U.S. 뉴스 & 월드 리포트》의 전미 대학 순위에서 106위, 미국 최고가치 (Best Values Schools) 대학 순위에서 38위, 미국 공립대학 순위에서 46위, 2019년 《포브스》의 미국 최고가치 대학 (Best Values Colleges) 순위에서 210위, 최우수 대학 (Top Colleges) 순위 312위, 공립대학에서 102위, 연구대학에서 148위를 차지했다.